# Antoine-Bernard Caillard
Pour les articles homonymes, voir Caillard.
Antoine-Bernard Caillard (Aignay, 28 septembre 1737 - Paris, 6 mai 1807) est un diplomate et homme politique français. Il est ambassadeur aux Pays-Bas, ministre plénipotentiaire à Berlin, et brièvement ministre des affaires étrangères.

## Biographie
Antoine-Bernard Caillard naît le 28 septembre 1737 à Aignay-le-Duc, en Bourgogne. Il est le fils de Jean Caillard, marchand, et de son épouse, Nicole Ducognon. 
Antoine-Bernard Caillard travaille avec son ami Turgot alors intendant de Limoges et devient, en 1770, secrétaire de légation à Parme, puis à Cassel (1773-1775), à Copenhague (1775-1780) et à Saint-Pétersbourg (1780-1783).
Chargé d'affaires à La Haye (1786-1792), il est nommé en 1793 ambassadeur de France aux Pays-Bas (1793-1795) puis en 1795 ministre plénipotentiaire à Berlin.
Chef des archives des relations extérieures, il devient en 1801 ministre des affaires étrangères, fonction qu'il n'occupe que quelques mois.

## Distinctions
- Chevalier de la Légion d'honneur (14 juin 1804)[3]

## Œuvres
Il fut un des traducteurs des Essais sur la physiognomonie de Lavater (1781-1787).
- Mémoire sur la révolution de Hollande (1787)